# Trjapitzinellus microrphanos
Trjapitzinellus microrphanos is een vliesvleugelig insect uit de familie Encyrtidae. De wetenschappelijke naam is voor het eerst geldig gepubliceerd in 1973 door Gordh.